# Шевелёв, Иван Степанович
Иван Степанович Шевелёв (10.10.1914 — 13.09.1984) — котельщик Запорожского паровозоремонтного завода, Герой Социалистического Труда (1 августа 1959 года).

## Биография
Родился 27 сентября 1914 года в городе Запорожье. Окончил 7 классов, фабрично-заводское училище. С 1932 года работал котельщиком, бригадиром котельщиков Запорожского паровозоремонтного завода. После службы в армии в 1936—1938 годах вернулся на завод, где работал до эвакуации завода в Уфу в 1941 году.
С января 1942 года — на фронте машинистом бронепоезда. После Великой Отечественной войны вновь вернулся в Запорожье и работал на том же заводе на прежнем месте до 1969 года.
Указом Президиума Верховного Совета СССР от 1 августа 1959 года за выдающиеся успехи, достигнутые в деле развития железнодорожного транспорта, котельщик Запорожского паровозоремонтного завода Шевелёв Иван Степанович удостоен звания Героя Социалистического Труда с вручением ордена Ленина и золотой медали «Серп и Молот».
С 1970 года по 1977 год И. С. Шевелёв работал начальником смены в сборочном цехе того же завода.
Неоднократно избирался народным депутатом местных советов, членом бюро Жовтневого райкома Коммунистической партии Украины города Запорожье, был делегатом 21-го съезда Компартии Украины.
Награждён орденами Ленина, Красной Звезды, медалями.
Умер 13 сентября 1984 года. Похоронен на Капустяном кладбище города Запорожье.